# 은산군
은산군(殷山郡)은 조선민주주의인민공화국 평안남도 중부에 위치하는 군이다.

## 지리
서쪽으로 순천시, 북쪽으로 북창군, 남쪽과 동쪽으로 성천군과 접한다.

## 역사
| Daedongyeojido (Gyujanggak) 08-04.jpg | Daedongyeojido (Gyujanggak) 08-03.jpg |
| Daedongyeojido (Gyujanggak) 09-04.jpg | Daedongyeojido (Gyujanggak) 09-03.jpg |

- 983년 - 은주라 불렸다.
- 1278년 - 은산현이 설치되었다.
- 1895년 - 은산군이 설치되었다.
- 1908년 - 순천군에 편입되면서 폐지되었다.
- 1952년 12월 - 은산군이 신설되었다.
- 1974년 5월 - 행정구역 개편 때 폐지되어 순천군으로 통합되었다.
- 1983년 10월 - 순천군이 순천시로 승격됨에 따라 은산로동자구는 장선동으로 개칭했다.
- 1992년 1월 - 순천시에서 분리되어 다시 은산군(은산읍, 23개리, 로동자구)을 설치했다

## 행정 구역
1읍, 5구, 16리로 구성된다.
| - 은산읍 (殷山邑) - 구봉로동자구 (九峯勞動者區) - 성산로동자구 (聖山勞動者區) - 재동로동자구 (榟洞勞動者區) - 천성로동자구 (天聖勞動者區) - 학산로동자구 (鶴山勞動者區) | - 남옥리 (南玉里) - 남원리 (南源里) - 대양리 (大陽里) - 동삼리 (東三里) - 룡화리 (龍化里) - 유동리 (柳洞里) - 유정리 (柳井里) - 망일리 (望日里) | - 밀전리 (密田里) - 수덕리 (修德里) - 수양리 (首陽里) - 수원리 (水源里) - 숭화리 (崇化里) - 신창리 (新倉里) - 연합리 (延合里) - 제현리 (濟賢里) |